# Баштован
Баштован (или вртлар) је занатлија или човек коме је занимање да уређује: баште, паркове, вртове. Овај посао подразумева: обрађивање земљишта, сејање, сађење и пресађивање биљака, заштиту биљака од штеточина, подрезивање, окопавање, заливање и друго.
Баштован користи разне алатке за рад као што су: мотика, ашов, грабуља, пијук, виноградарске маказе, маказе за подрезивање жбуња, тестера, секира, прскалице и друго. У новије време се користе и савремене машине као што су: сејалица, мотокултиватор, косачица, моторна тестера и друго.
Раније је то било занимање човека који код једног газде уређује и одржава врт или (башту) велике површине са много дрвећа, украсног жбуња, цвећа и других украсних биљака. Постојали су и баштовани који су уређивали неколико мањих вртова (паркова) али на више различитих места (код различитог газде). Од тог занимања је баштован живео и издржавао своју породицу.
Данас баштовани уређују махом јавне површине: паркове, травњаке, леје са цвећем или површине неких већих институција (фабрике, школе, универзитети, музеји, културно историјски споменици...).
За баштоване се данас каже да се баве хортикултуром.
За обављање овог посла потребно је познавати више вештина: обраду земљишта, заштиту биља... Поред знања о свакој биљци у башти, баштован треба да уложи много труда и љубави у уређивању баште.
Баштованство је својеврсна уметност и изискује прави осећај за лепо како би биљке што боље успевале а башта била лепо уређена и лепо изгледала.